# Огонь (Секретные материалы)
«Огонь» (англ. «Fire») — двенадцатый эпизод первого сезона сериала «Секретные материалы», главные герои которого, специальные агенты ФБР Фокс Малдер (Дэвид Духовны) и Дана Скалли (Джиллиан Андерсон), расследуют сложно поддающиеся научному объяснению преступления, называемые «Секретными материалами».
В данном эпизоде к Малдеру обращается его бывшая возлюбленная, ныне инспектор Скотленд-Ярда Фиби Грин, расследующая гибель трёх английских политиков от спонтанного воспламения. Следствие выводит агентов на поджигателя, обладающего пирокинетическими способностями. Эпизод принадлежит к типу «монстр недели» и не связан с основной «мифологией сериала», заданной в пилотной серии.
Премьера «Огня» состоялась 17 декабря 1993 года на телеканале Fox. Общее количество американских домохозяйств, смотревших премьерный показ серии, оценивается в 6,4 миллиона. От критиков эпизод получил смешанные отзывы.

## Сюжет
В Боземе, Англия, пожилой мужчина прощается со своей молодой женой перед тем, как отправиться на работу. Внезапно он загорается, и слуги пытаются спасти своего работодателя. Только садовник по имени Сесил Лайвли не двигается, пристально наблюдая за тем, как мужчина сгорает заживо посреди своего газона.
Через несколько месяцев в Вашингтоне Фиби Грин, следователь центрального управления полиции Лондона и бывшая возлюбленная Малдера ещё со времён их обучения в Оксфорде, просит у Малдера помощи в расследовании дела. Грин сообщает, что серийный поджигатель выбирает в качестве жертв английских аристократов, сжигает их заживо, не оставляя при этом ни единой улики. Единственная связь между преступлениями — подозрительные любовные письма, адресованные жёнам жертв. Последней целью поджигателя стал сэр Малкольм Марсден, однако ему удалось спастись от пожара, и он временно уехал в Кейп-Код со своей семьёй, чтобы спастись от преследования. Малдер и Скалли посещают эксперта-пиротехника, который сообщает им, что только ракетное топливо горит настолько сильно, чтобы уничтожить следы своего происхождения.
Малдер говорит Скалли, что Фиби, когда-то разбившая ему сердце, теперь использует его, и признаётся в том, что он безумно боится огня. Тем временем Лайвли убивает смотрителя дома в Кейп-Коде, который снял Марсден, и местами покрывает здание «арготиполином» — субстанцией, содержащей элементы ракетного топлива. Выдав себя за смотрителя Боба, он приветствует прибывших англичан и позже заводит дружбу с детьми четы, а приболевшему шофёру предлагает привезти лекарство от кашля из города. В городе он без видимых причин сжигает дотла местный бар с помощью очевидных способностей к пирокинезу.
В больнице Малдер, Скалли и Грин допрашивают свидетельницу этого случая, которая вспоминает, что у поджигателя бара был сильный английский акцент. Водителю Марсденов становится хуже из-за сиропа от кашля, в который Сесил предположительно подмешал «арготиполин», и миссис Марсден просит Лайвли сопроводить их на званый обед в Бостон. По просьбе Грин, Малдер летит в Бостон, в надежде расставить для подозреваемого ловушку, тогда как Скалли самостоятельно составляет психологический профиль поджигателя, делая вывод, что тот убивает богатых мужей красивых женщин из-за собственной сексуальной неудовлетворённости.
На вечеринке Грин и Малдер танцуют в холле, а затем целуются на глазах у только что прибывшей Скалли, которая, отворачиваясь, замечает в коридоре наблюдающего за ней Лайвли. Несколькими секундами позже включается пожарная сигнализация, указывающая на то, что на этаже, где находятся дети Марсденов, начался пожар. Малдер пытается спасти их, но из-за своей пирофобии и сильного задымления теряет сознание, тогда как детей спасает «Боб». Когда Малдер приходит в себя, Скалли информирует его о результатах своих расследований. Грин говорит, что водитель Марсденов, спасший детей, работает на чету уже 8 лет и находится вне подозрений. Фиби также сообщает, что Марсдены на следующий день возвращаются в Англию, а она будет сопровождать их.
Скалли обсуждает свои находки с Малдером, подозревая, что новоиспеченный английский иммигрант по имени Сесил Лайвли и есть нападавший. На основе описания, данного госпитализированной посетительницей сожжённого бара, полиция составляет фоторобот подозреваемого. Малдер добирается до дома Марсденов, подозревая, что их водитель и есть поджигатель. Забежав в дом, агент застаёт Фиби и сэра Марсдена целующимися на лестнице, тогда как в ванной обнаруживается обугленное тело водителя. Когда приходит фоторобот, агенты понимают, что подозревать стоит смотрителя, находящегося в данный момент наверху с детьми. Лайвли выходит в коридор второго этажа и поджигает его на глазах у Малдера. Агент, преодолевая свою пирофобию, находит силы спасти детей, в то время как Лайвли спускается на первый этаж. Скалли держит его на прицеле, но он предупреждает, что вспышка от её выстрела может воспламенить дом. Фиби из-за угла выплескивает кружку «арготиполина» Сесилу в лицо. Лайвли выбегает в сад, где самовозгорается и, с криком «Нельзя убить огонь огнём!», обугленный падает на землю.
Фиби возвращается в Англию, тогда как Скалли за кадром сообщает, что выздоровление Лайвли двигается необычайно быстро, и вскоре он предстанет перед судом. Когда медсестра спрашивает лежащего в больнице Лайвли, чем ему помочь, тот просит принести сигарету.

## Сценарий и съёмки
В эпизоде «Огонь» в сериал был введён персонаж Фиби Грин — бывшая возлюбленная Малдера со времён их совместного обучения в университете Оксфорда. Создатель сериала Крис Картер так пояснил происхождение персонажа: «Я думал, что будет интересно показать небольшой кусочек истории Малдера, вернув в его жизнь бывшую подружку. Мне всегда хотелось создать женщину-детектива из Скотланд-Ярда. Мне также кажется, что это была интересная возможность поработать с Амандой Пэйс и сделать из неё отрицательную героиню». Изначально персонаж задумывался, как периодически возникающий, но этот эпизод стал её единственным появлением.
По воспоминаниям исполнительного продюсера Боба Гудвина, съёмки эпизода были трудными из-за сложностей, связанных с постановкой трюков, в которых используется огонь. Так, в сцене, где Малдер и Лайвли смотрят друг на друга из разных концов коридора дома Марсденов, и Лайвли поджигает весь коридор, Марк Шеппард, игравший Лайвли, уклоняется из кадра, чтобы защититься от сильного жара. Зато Духовны при съёмках этой сцены обжёг руку, на которой, в итоге, остался небольшой шрам .
Уличные съёмки отеля проходили в отеле Венабл Плаза в Ванкувере. Натурные съёмки начальной сцены эпизода также состоялись в Ванкувере, в особняке (координаты: 49°15′19″ с. ш. 123°08′16″ з. д.), который прежде использовался в качестве декораций к эпизоду «Дьявол из Джерси» .

## Эфир и отзывы
«Огонь» впервые вышел в эфир на телеканале Fox 17 декабря 1993 года. По шкале Нильсена эпизод получил рейтинг в 6,8 балла с 12-процентной долей, означающий, что из всех телевизоров в домохозяйствах США, 6,8 процента работали в вечер премьеры, и 12 процентов из этого числа были настроены на просмотр «Секретных материалов». Общее количество домохозяйств, видевших премьеру эпизода, оценивается в 6,4 миллиона.
Крис Картер назвал «Огонь» «очень популярным эпизодом», которым он «в принципе» остался доволен. При этом Картер заметил, что хотя эпизод был «в общем-то, неплохо снят», он мог получиться и лучше. Автор сценария «Огня» посчитал, что серия получилась чересчур «расплывчатой».
В ретроспективном обзоре первого сезона Entertainment Weekly присвоил эпизоду оценку «B» (3 балла из 4-х), назвав перевоплощение Марка Шеппарда в Сесила Лайвли «обжигающим», а спецэффекты — «выше среднего». Однако при этом рецензия нелестно отозвалась о «раздражающей» Фиби Грин, сочтя персонаж «причиняющим ущерб» эпизоду. Кит Фиппс в статье для The A.V. Club оценил эпизод на «C» (2,5 балла из 4-х), назвав пирофобию Малдера «натянутой и необязательной», так как «огня боятся все». Спецэффекты эпизода, по его мнению, были выполнены таким образом, что огонь в эпизоде не выглядит пугающим. Отношения же Малдера и Грин критик посчитал неправдоподобными, сказав, что не может представить, чтобы Малдер мог действительно потерять голову от Грин в той мере, в которой это преподносится в серии. Мэтт Хэй в статье для Den of Geek, напротив, счёл «Огонь» «великолепным эпизодом», который прекрасно подчеркнул «сексуальное напряжение между основными персонажами».